# Tom Hurndall
Thomas « Tom » Hurndall (né le 29 novembre 1981 et mort le  13 janvier 2004) est un photographe, membre britannique du International Solidarity Movement (ISM) et militant actif contre l'occupation israélienne des territoires palestiniens.

## Contexte et circonstances de sa mort
Selon sa sœur il était allé à la Bande de Gaza parce qu'il y'avait des violations des droits de l'homme dans les territoires occupés, et qu'il voulait voir par lui-même dans quelles conditions vivaient les Palestiniens, photographier et décrire ce qu'il voyait. Le 11 avril 2003, il a reçu une balle à la tête, tirée par un sniper israélien de la force de la défense, Taysir Hayb, ce qui lui a causé des dommages irréversibles au niveau du cerveau et a causé sa mort moins d'un an plus tard. 
En avril 2003 les forces israéliennes étaient en mission à Gaza, Rafah. Thomas  Hurndall et un groupe de militants étaient dans le secteur, projetant d'y établir une « tente de paix » sur l'une des routes voisines afin de bloquer des patrouilles des forces israéliennes. À un point de contrôle de Tsahal, ce 11 avril, l'armée israélienne  indique avoir essuyé des coups de feu provenant d'un groupe armé palestinien et qu'ils ont dû riposter, ce qui a contraint le groupe de Thomas Hurndall, composé de neuf activistes, à abandonner leur « tente de paix » pour chercher un abri. C'est alors que, traversant la rue, le journaliste qui portait un gilet orange, a été pris pour cible par un sniper israélien. Selon l'ISM et des témoins palestiniens, si  Thomas Hurndall était bien dans la rue, c'était pour « aller secourir trois enfants palestiniens et les placer en lieu sûr ». Hurndall est tombé dans le coma à la suite de sa blessure et y est resté jusqu'à sa mort, neuf mois plus tard.

## Suites judiciaires
Selon un jury britannique, Tom Hurndall a été tué intentionnellement. Le militaire, responsable des blessures qui ont causé la mort de Thomas Hurndall, a  été reconnu coupable du meurtre du journaliste. Le soldat avait prétendu au départ que Tom Hurndall était armé et habillé en tenue militaire de camouflage et qu'il tirait sur les soldats israéliens, mais il a été accusé de fournir un faux témoignage. Selon le verdict, « le sergent al-Heib a lancé une vaste campagne de mensonges et d’inexactitudes afin d’induire les enquêteurs en erreur et pour s’exonérer de toute responsabilité ».
Le militaire israélien a été condamné à huit ans de prison.